# Jérémy Cadot
Jérémy Cadot, född 7 november 1986 i Lens, Pas-de-Calais, är en fransk fäktare.
Cadot blev olympisk silvermedaljör i florett vid sommarspelen 2016 i Rio de Janeiro.